# Roads and Maritime Services
Roads and Maritime Services (kurz auch RMS) ist die Straßen- und Verkehrsbehörde in New South Wales, Australien. Sie ist zuständig für den Instandhaltung, den Ausbau und Betrieb des landesweiten Straßennetzes. Daneben betreibt sie die Führerschein- und Zulassungsstellen und überwacht Häfen und Wasserwege.
Die Behörde wurde am 1. November 2011 als ein Zusammenschluss der Roads and Traffic Authority (kurz RTA) und NSW Maritime ins Leben gerufen. Die Planungshoheit wurde der Behörde Transport for New South Wales, die am selben Tag gegründet wurde, übertragen.

## Straßennetz
Das von Roads and Maritime Services betriebene Straßennetz hat eine Gesamtlänge von 18.028 km, darin eingeschlossen 4.269 km die von der nationalen Straßenbaubehörde finanziert werden, und 163 km privat finanzierte gebührenpflichtige Straßen. Dazu gehören 5051 Brücken, 22 Tunnel und 3751 Ampeln. Die übrigen 144.750 km in New South Wales werden von den Local Government Areas gemanagt.
Die wichtigsten Fernstraßen in New South Wales sind:
- Newell Highway
- New England Highway
- Sturt Highway
- Hume Highway

## Autofähren

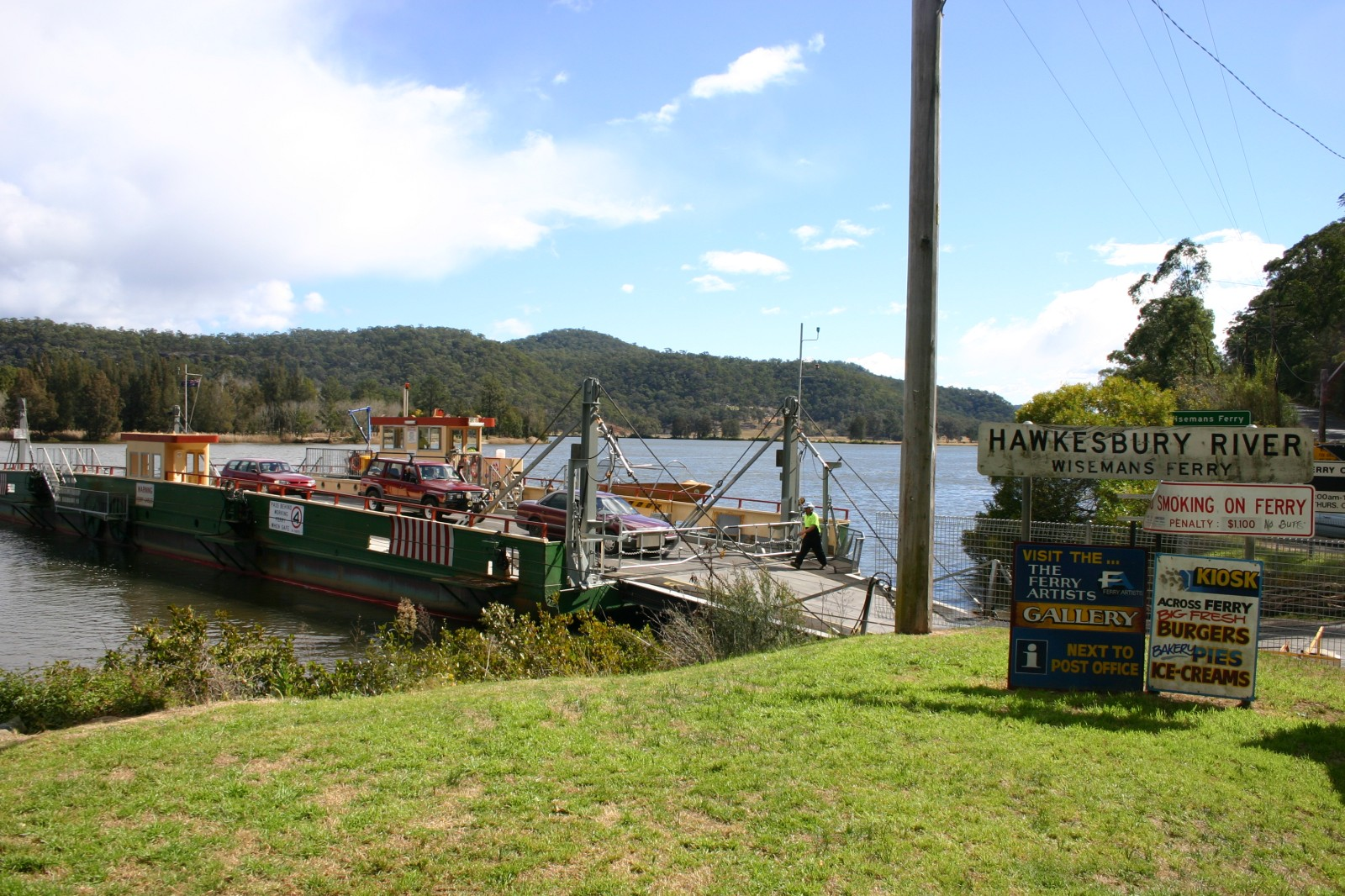
Wisemans Ferry

Als Teil der Straßeninfrastruktur betreibt die RMS auch verschiedene Autofähren, diese sind grundsätzlich gebührenfrei:
- Berowra Waters Fähre, über Berowra Waters
- Lawrence Ferry, über den Clarence River
- Mortlake Ferry, über den Parramatta River in Sydney
- Sackville Ferry, über den Hawkesbury River in der Nähe des Ortes Sackville
- Speewa Ferry, über den Murray River zwischen New South Wales und Victoria
- Ulmarra Ferry, über den Clarence River
- Webbs Creek Ferry, über den Hawkesbury River im Ort Wisemans Ferry
- Wisemans Ferry, über den Hawkesbury River im Ort Wisemans Ferry
- Wymah Ferry, über den Murray River zwischen New South Wales und Victoria

## Leuchttürme

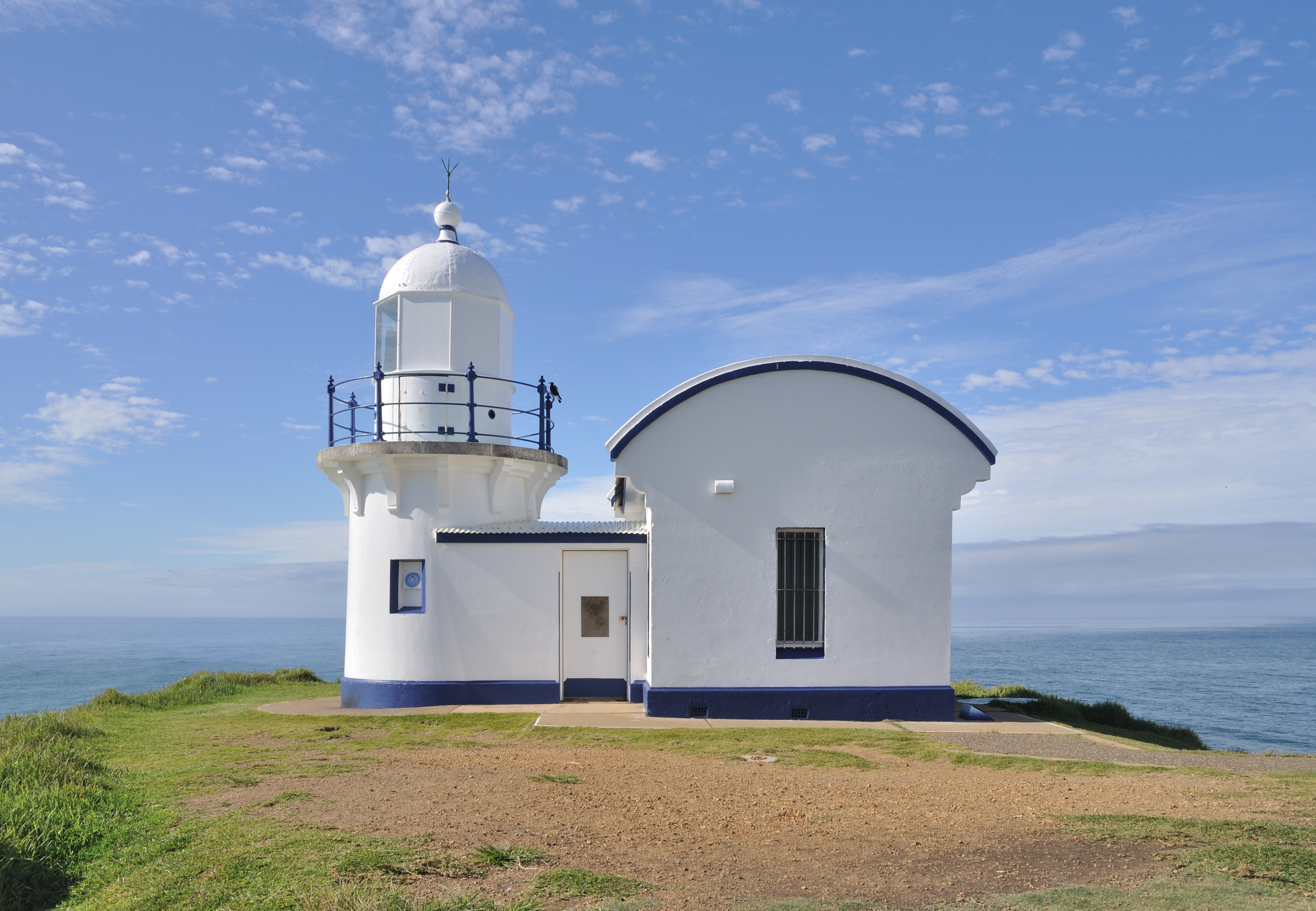
Tacking Point Lighthouse

RMS ist zudem verantwortlich für den Betrieb von 13 Leuchttürmen:
- Point Danger Light
- Fingal Head Light
- Ballina Head Light
- Evans Head Light
- Tacking Point Lighthouse
- Crowdy Head Light
- Point Stephens Light
- Norah Head Light
- Barrenjoey Head Lighthouse
- Kiama Light
- Warden Head Light
- Brush Island Light
- Burrewarra Point Light